# Crossoglossa boylei
Crossoglossa boylei är en orkidéart som beskrevs av Dodson. Crossoglossa boylei ingår i släktet Crossoglossa, och familjen orkidéer. Inga underarter finns listade i Catalogue of Life.